# Badminton-Bundesliga 2019/20
Die Badminton-Bundesliga-Saison 2019/2020 war die 49. Spielzeit der Badminton-Bundesliga. Am Start waren zehn Mannschaften. Die Saison wurde nach 16 von 18 Spieltagen der Vorrunde abgebrochen. Die Play-Offs und das Final-Four-Turnier wurden nicht ausgetragen. Es wurde offiziell kein Meister gekürt, ebenso wie es keine Absteiger geben sollte. Der 1. BV Mülheim und der TSV 1906 Freystadt zogen ihre Teams jedoch nach der Saison zurück, sodass im Sommer 2020 der SV GutsMuths Jena und die SG Schorndorf für die nächste Bundesliga-Saison nachrückten.

## Hauptrunde
| Platz | Verein                    | Gespielt | Punkte | GEW | REM | VER | Spiele | Sätze   | Spielpunkte |
| ----- | ------------------------- | -------- | ------ | --- | --- | --- | ------ | ------- | ----------- |
| 1     | 1. BC Bischmisheim        | 16       | 35     | 15  | 0   | 1   | 78:34  | 263:150 | 4105:3521   |
| 2     | TV Refrath                | 16       | 32     | 13  | 0   | 3   | 72:40  | 254:168 | 4110:3667   |
| 3     | Blau-Weiss Wittorf        | 16       | 24     | 9   | 0   | 7   | 60:52  | 212:214 | 3925:3962   |
| 4     | 1. BC Wipperfeld          | 16       | 21     | 7   | 0   | 9   | 56:56  | 218:204 | 3968:3792   |
| 5     | SC Union 08 Lüdinghausen  | 16       | 20     | 7   | 0   | 9   | 58:54  | 217:188 | 3751:3596   |
| 6     | TSV Trittau               | 16       | 19     | 7   | 0   | 9   | 55:57  | 211:222 | 3967:4084   |
| 7     | 1. BV Mülheim             | 16       | 17     | 7   | 0   | 9   | 51:61  | 199:234 | 3942:4038   |
| 8     | 1. BC Beuel               | 16       | 15     | 7   | 0   | 9   | 47:65  | 192:227 | 3765:3967   |
| 9     | TSV 1906 Freystadt        | 16       | 14     | 6   | 0   | 10  | 47:65  | 183:238 | 3691:4101   |
| 10    | TSV Neuhausen-Nymphenburg | 16       | 7      | 2   | 0   | 14  | 36:76  | 160:264 | 3643:4139   |